# Beloglavi strnad
Beloglavi strnad (znanstveno ime Emberiza leucocephalos) je ptica pevka iz rodu strnadov. Opazujemo ga lahko v družbi z rumenimi strnadi, ki jim je v zimskem perju zelo podoben. Ima belo teme in bela lica. Njegova barva in oblika sta tipična za strnade.
Gnezdi v predelih Azije z zmernim podnebjem in se v Evropi (predvsem južni) zadržuje samo med prezimovanjem. Tudi v Sloveniji se zadržuje le v zimskem času.